# Heemraadsplein

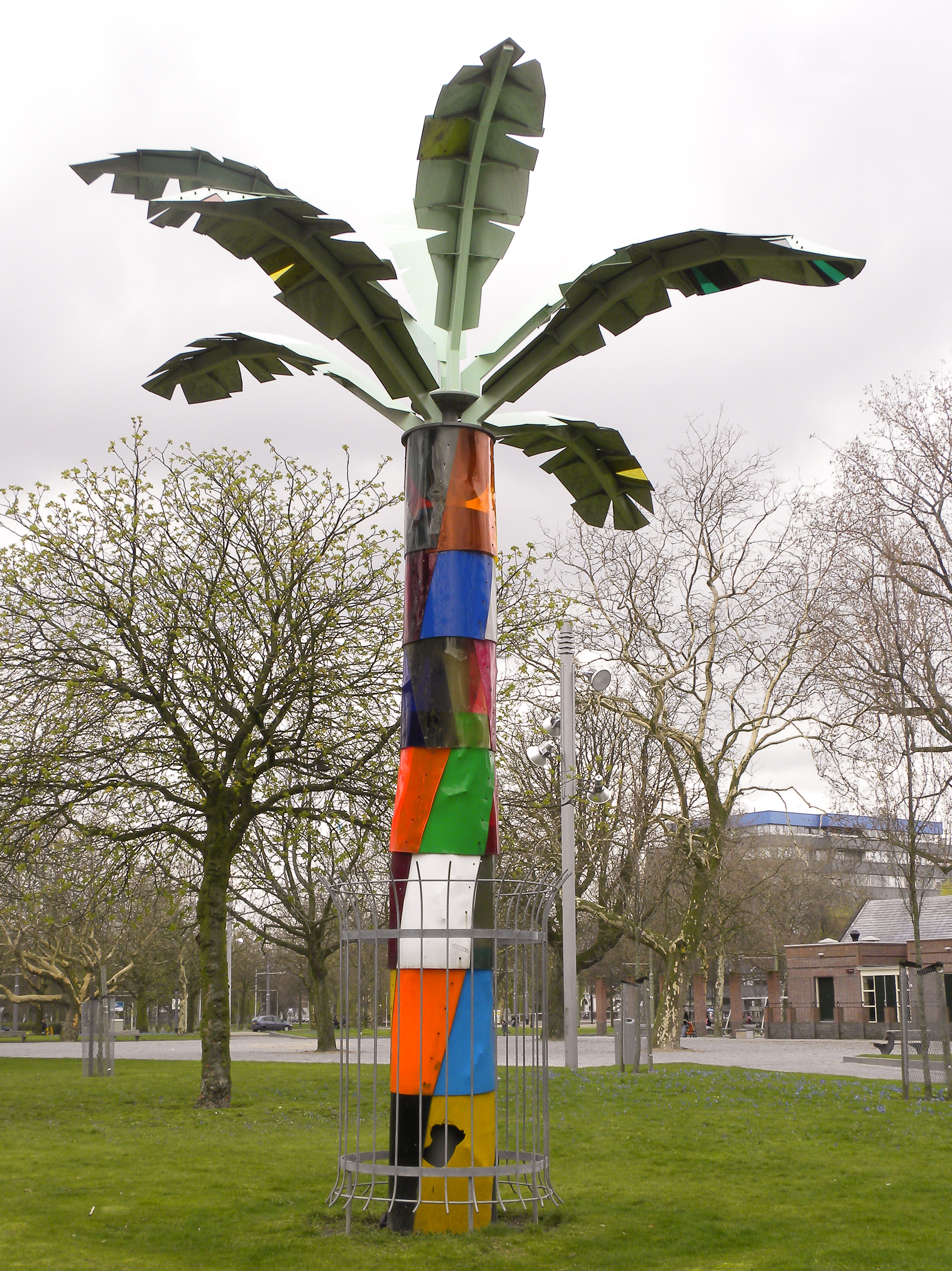
Kunstwerk De Palm op het Heemraadsplein

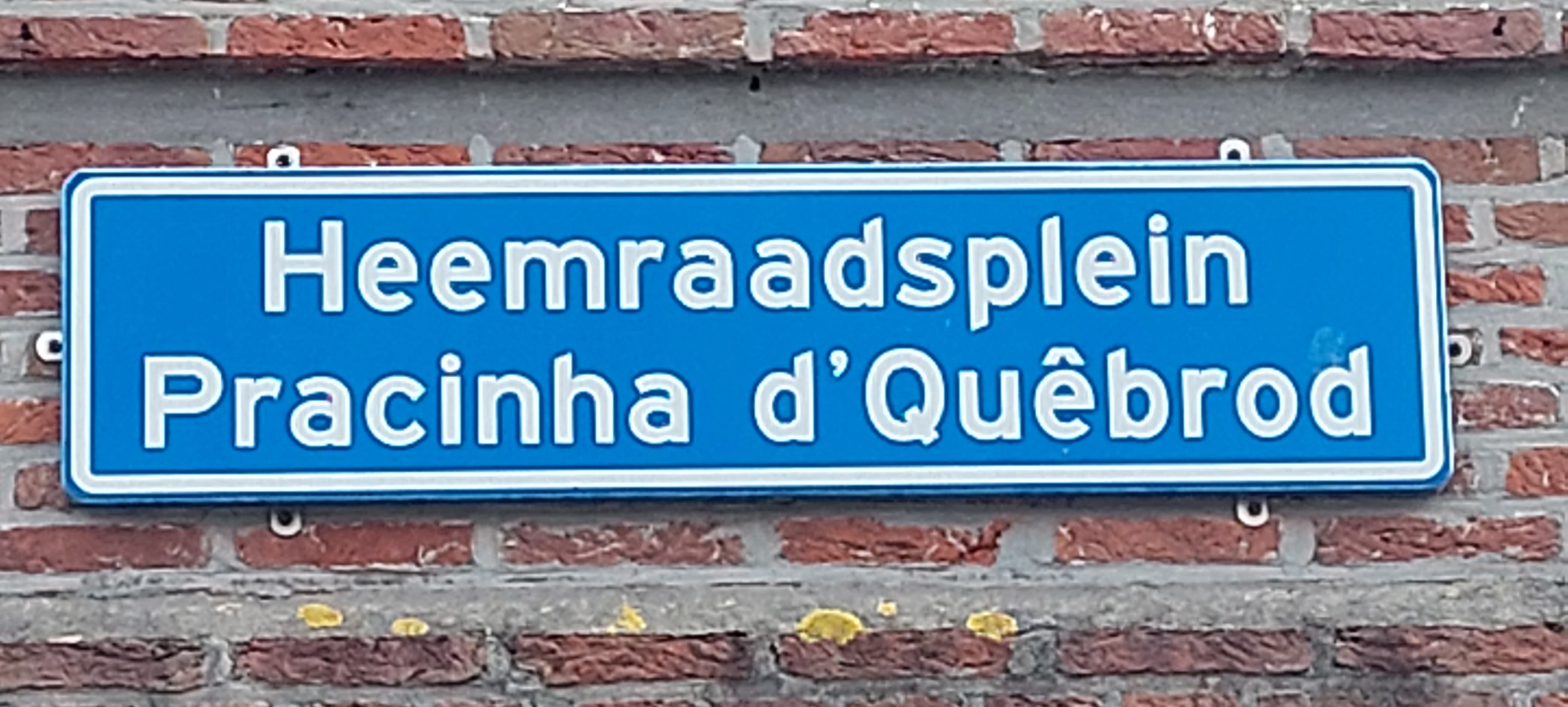
Straatnaambordje Heemraadsplein (bijgenaamd Pracinha d'Quebrôd) in Rotterdam.

Het Heemraadsplein is een plein maar ook een park in Rotterdam. Het is een langgerekt plein met in het midden parkachtige groenvoorzieningen waaronder een uitspanningshuisje.
Het Heemraadsplein ligt ten noorden van de Nieuwe Binnenweg, ten zuiden van de Mathenesserlaan, ten oosten van de Heemraadsstraat en ten westen van de Heemraadssingel. Het plein ligt in het stadsdeel Delfshaven in de wijk het Nieuwe Westen, is aangelegd rond 1900 en maakt deel uit van een uitbreidingsplan van G.J. de Jongh. Het Heemraadsplein maakt deel uit van het beschermd stadgezicht Heemraadsingel-Mathenesserlaan.
Rond het plein ligt een eindpuntlus van RET tram 4 en 6 en bus 32 rijdt langs het plein. 
De naam van het plein verwijst naar de heemraden van Schieland. 

## Ontmoetingsplek voor Kaapverdianen
In Rotterdam-West wonen veel Kaapverdianen. In de jaren 1960 en 1970 was het plein een ontmoetingsplek voor de eerste generatie Kaapverdische immigranten. Omdat er veel zeelieden zaten die werk nodig hadden en blut waren, werd het plein door Kaapverdianen Pracinha d'Quebrôd genoemd, "plein van arme sloebers" of "platzakke zeeliedenplein". In 2001 werd een straatnaambordje met die naam op het plein onthuld. Het nummer "Sintado na Pracinha" van de in Rotterdam wonende Kaapverdische zanger Américo Brito was een ode aan het Heemraadsplein.
Het Heemraadsplein is ook een belangrijke locatie tijdens de jaarlijkse viering van het Kaapverdische São João Baptista feest. Dit feest, dat gehouden wordt op de zaterdag voor of na 24 juni, staat in het teken van de geboortedag van Johannes de Doper. Tijdens het feest vraagt men ook om bescherming van zeelieden.